# Jonah Jackson
Jonah Jackson (Media, 5 febbraio 1997) è un giocatore di football americano statunitense che milita nel ruolo di offensive guard per i Chicago Bears della National Football League (NFL).

## Carriera

### Detroit Lions
Al college Jackson giocò a football con i Rutgers Scarlet Knights (2015-2018) e con gli Ohio State Buckeyes (2019). Fu scelto nel corso del terzo giro (75º assoluto) del Draft NFL 2020 dai Detroit Lions. Debuttò come professionista nella gara del primo turno contro i Chicago Bears partendo come titolare e giocando il 90% degli snap offensivi della squadra. Nella sua stagione da rookie disputò tutte le 16 partite come titolare. Nel 2021 fu convocato per il suo primo Pro Bowl al posto dell'infortunato Zack Martin.

### Los Angeles Rams
Il 14 marzo 2024 Jackson firmò un contratto triennale del valore di 51 milioni di dollari con i Los Angeles Rams. Nel primo turno della stagione, contro la sua ex squadra, partì come centro titolare per la prima volta in carriera.

### Chicago Bears
Il 4 marzo 2025 Jackson fu scambiato con i Chicago Bears per una scelta del sesto giro del Draft NFL 2025.

## Palmarès
- Convocazioni al Pro Bowl: 1

2021